# Beenham
Beenham är en ort och civil parish i Storbritannien.   Den ligger i kommunen West Berkshire i riksdelen England, i den södra delen av landet, 70 km väster om huvudstaden London. Beenham ligger 101 meter över havet och antalet invånare är 459.
Terrängen runt Beenham är platt. Runt Beenham är det ganska tätbefolkat, med 239 invånare per kvadratkilometer. Närmaste större samhälle är Reading, 13,0 km öster om Beenham. Trakten runt Beenham består till största delen av jordbruksmark.